# Tere Pecanins
Maria Teresa Pecanins y Aleix (Barcelona, 21 de julio de 1930 - Ciudad de México, 14 de agosto de 2009) fue una pintora, directora artística y galerista de arte mexicana de origen catalán.
Era hija de la pintora Montserrat Aleix y hermana de las galeristas de arte Anna Maria (1930-2009) y Montserrat (1936), conocidas popularmente en México como Las Pecas. Estudió en la Escuela Massana de Barcelona junto con su hermana Anna Maria, donde fueron discípulas de Miquel Soldevila y Valls. En 1950 marchó con su familia a México, donde su padre, Jesús Pecanins y Fàbregas, había obtenido un cargo en una empresa industrial. Se casó con el propietario de la Galería Tussó, que pasó a dirigir al quedarse viuda. En 1964 fundó con sus hermanas la Galería  Pecanins, primero en un inmueble de la colonia Juárez, desde 1966 en la Zona Rosa, con la idea de apoyar las propuestas de artistas entonces emergentes como Francisco Corzas, Arnold Belkin, Arnaldo Coen, Philip Bragar, Fernando García Ponce, Leonel Góngora José Muñoz Medina y Maxwell Gordon.
De 1972 a 1976 abrió con sus hermanas una sucursal de la Galería Pecanins en Barcelona, en la calle de la Llibreteria, con el fin de dar a conocer artistas mexicanos en Barcelona y artistas catalanes en México, y que fue frecuentada por artistas latinoamericanos establecidos en la ciudad como Gabriel García Márquez, Mario Vargas Llosa, José Donoso y Carlos Fuentes. 
Simultáneamente también se dedicó a la dirección artística de cine y ambientaciones de telenovelas. Fue directora artística de Goitia, un dios para sí mismo (1989) y The Two Way Mirror (1990), y productora a Golpe de Suerte (1992), Novia que te vea (1994), Mujeres insumisas (1995) y Cilantro y perejil (1998), entre otras.
En 1992 organizó con sus hermanas en el Palau Robert de Barcelona la exposición A México: homenaje de Cataluña a México y el 2008 la exposición Pintores catalanes en México, en el Centro Cultural Español de Ciudad de México, donde se  expusieron obras de Josep Guinovart, Antoni Tàpies, Joan Miró, Daniel Argimon y Granell, Joan Hernández Pijoan, Josep Bartolí y Guiu, Antoni Peyrí y Maciá, Jordi Boldó, Alberto Gironella y Arcadi Artís y Espriu.
Maria Teresa Pecanins murió debido a una parada respiratoria provocada por un enfisema pulmonar. Unos meses más tarde murió su hermana gemela Anna Maria en un accidente de coche. Un año más tarde se cerró la Galería Pecanins.